# 福地妃菜美
福地 妃菜美（ふくち ひなみ、2000年4月5日 - ）は、北海道テレビ放送（HTB）のアナウンサー。

## 来歴
栃木県出身。中央大学文学部卒業。大学在学中の2021年、BSフジの学生キャスター（39期）として『BSフジNEWS』に出演。
2023年に北海道テレビに入社。

## 担当番組
- イチオシ!!（2023年8月 - ） - 中継レポーター（2023年9月まで）→木曜・金曜スタジオレギュラー。木曜のコーナー企画「しあわせ散歩」も担当
- イチモニ!（2023年5月 - ） - 月曜・火曜の天気担当（2023年5月 - 2024年3月）→月曜ニュース、火曜ニュース・お天気担当（2024年4月 - ）
- アナちゃん（2023年6月 - ）
- HTBニュース（不定期） - キャスター
- ハナタレナックス（2024年6月 - 不定期） - 進行役

### 過去
- BSフジNEWS（2021年 - 2022年、BSフジ） - キャスター
- 出川一茂ホラン☆フシギの会（2023年9月12日、テレビ朝日） - リポーター[4]